# Peter Marinello
Peter Marinello (* 20. Februar 1950 in Edinburgh) ist ein ehemaliger schottischer Fußballspieler. Als hochtalentierter Rechtsaußen wurde er 1970 bereits als „neuer George Best“ gefeiert. Nach dem Wechsel zum Londoner FC Arsenal konnte er jedoch den Verlockungen vom „Promi-Lifestyle“, Alkohol und Glücksspiel nicht widerstehen und gekoppelt mit Verletzungsproblemen sowie Undiszipliniertheiten rief er sein Potential nur selten ab.

## Sportlicher Werdegang
Marinello wuchs als Kind einer Arbeiterfamilie auf und seine Jugendzeit in Edinburgh war zu einem großen Teil durch den Fußball geprägt. Im Alter von zehn Jahren schloss er sich dem Salvesen Boys Club, einem der damals besten Nachwuchsklubs in Edinburgh, an. Dort fiel er Mitte der 1960er dem ehemaligen Weltklassespieler Stanley Matthews auf, der mittlerweile Trainer von Port Vale war. Als die Salvesen Boys die Port-Vale-Jugendauswahl mit 6:1 besiegten, versuchte Matthews Marinello hartnäckig von einem Wechsel zu überzeugen. Der 15-Jährige wollte seine Heimat jedoch nicht verlassen, setzte das geäußerte Interesse aber zu seinem Vorteil derart ein, dass er im Jahr darauf bei Hibernian Edinburgh einen Vertrag erhielt.
Wie bei Matthews war Marinellos bevorzugte Position auf dem rechten Flügel zu finden und nach ersten Einsätzen im Reserveteam kam er schnell in der ersten Mannschaft zum Zug. Nach der Jahreswende 1967/68 debütierte er gegen die Raith Rovers (2:2) und bis zum Ende der Saison hatte er 14 Pflichtspiele bestritten. Größere Bekanntheit erlangte er in der Saison 1969/70, als er sich zu einem Schlüsselspieler der „Hibs“ entwickelte, die letztlich auf dem dritten Rang landeten. Mit zwei Toren zu einem 3:1-Auswärtssieg bei den Glasgow Rangers katapultierte er sich in den öffentlichen Fokus und mit seinen langen Haaren zogen die Medien schnell Vergleiche mit George Best, dem extravaganten Stürmer von Manchester United. Die Karriere nahm nun für ihn rasant an Fahrt auf und noch vor Ablauf der Spielzeit wechselte er zum englischen Erstligisten FC Arsenal.
Arsenal hatte sich den Transfer 100.000 Pfund kosten lassen und erstmals eine sechsstellige Summe für einen Spieler ausgegeben. Obwohl der englische Hauptstadtklub den jungen Schotten vordergründig als langfristige Verstärkung einstufte und einen behutsamen Aufbau beabsichtigte, waren die Erwartungen in der Öffentlichkeit groß. Als Marinello bei seinem Debüt in Old Trafford am 10. Januar 1970 gegen Manchester United (1:2) auf Anhieb ein Tor schoss, überschlugen sich die Ereignisse. Zahlreiche Einladungen für Clubs, Shows wie Top of the Pops und Schallplattenaufnahmen folgten und nicht selten unterlag Marinello den Verlockungen der Londoner Großstadt. Im Gegensatz dazu folgte Trainer Bertie Mee weiter einer langfristigen Strategie und besonders bei wichtigen Spielen saß Marinello normalerweise auf der Ersatzbank. Als er zu einer ersten längeren Einsatzserie kam, hatte er Pech mit einer Knieverletzung, die schließlich operiert werden musste. Dadurch stand er in der Double-Saison 1970/71 nur selten auf dem Platz. Zu einem Höhepunkt entwickelte sich für ihn im März 1972 die Viertelfinalbegegnung mit den späteren Titelträger Ajax Amsterdam im Europapokal der Landesmeister. Dort demonstrierte er im Rückspiel eine gute Leistung, wurde dafür sogar von Johan Cruyff gelobt, hatte dabei aber eine große Torchance vergeben. Gut ein Jahr später, als der sportliche Durchbruch immer noch nicht erfolgt war, entschied sich Marinello dazu, Arsenal in Richtung des Zweitligisten FC Portsmouth zu verlassen. Ein wichtiges Motiv seiner Entscheidung war auch finanzieller Natur und später bereute Marinello den Wechsel, der einen deutlichen sportlichen Abwärtstrend einleitete.
In den zweieinhalb Jahren in Portsmouth als Zweitligaakteur konnte er an vormals zumindest sporadisch gezeigte Spitzenleistungen nicht mehr anknüpfen. Vielmehr hatte Marinello mit sich selbst zu tun und neben seiner Spielsucht, den Alkoholproblemen und Frauengeschichten belastete ihn die seit der Geburt des ersten Sohns 1972 unter Depressionen leidende Ehefrau. 1975 kehrte Marinello nach Schottland zurück, wo er fortan für den FC Motherwell auflief. Ohne nennenswerte Erfolge feiern zu können, verließ er 1978 den Klub wieder, um zunächst für kurze Zeit in der australischen National Soccer League für Canberra City und ab Dezember 1978 zurück in London für den FC Fulham zu agieren – im Training traf er hier (ironischerweise) auf George Best, der sich fort fit hielt. In Fulham galt Marinello jedoch nur als ein Spieler „für die Galerie“, mit dem langfristig nicht geplant wurde, und so ging die Reise 1980 weiter in den nordamerikanischen Hallenfußball zu Phoenix Inferno. Nach seiner Rückkehr nach Schottland spielte er noch bis 1984 für Heart of Midlothian und Partick Thistle, bevor er nur noch bei kleineren Klubs wie Broxburn Athletic auflief und somit die einst vielversprechend begonnene Karriere ohne nennenswerte Errungenschaften endete.

## Nach dem Fußball
Bereits zum Zeitpunkt seiner Rückkehr nach Edinburgh hatte sich Marinello jenseits des Fußballs um ein separates geschäftliches Standbein bemüht. Nach dem Kauf einer Gaststätte (mit dem Namen Marinello’s) und dem Umbau eines Hauses fiel er jedoch einem Betrüger zum Opfer, der dem Unternehmen systematisch die Vermögenswerte entzog, mit dem Erlös verschwand und den mit seinem Privatvermögen haftenden Marinello mit den Verbindlichkeiten in Höhe von 300.000 Pfund sich selbst überließ. Marinello flüchtete in Alkohol und Spielsucht und als er einem heimischen Kriminellen Geld schuldete, wurden seine Probleme existentiell. Mit Hilfe eines neuen Vorhabens in Spanien erhoffte er sich mehr Glück, aber ein weiteres Mal traf er auf einen Betrüger in Form eines Londoner Kontaktmanns, der Marinello schließlich um 110.000 Pfund prellte. Marinello kaufte sich eine Waffe, suchte den Betrüger vor Ort auf und landete bei der Polizei, konfrontiert mit dem Vorwurf des versuchten Mordes – mit einer Verwarnung kam er letztlich glimpflich davon. Im Jahr 1994 gab Marinello seine Bankrotterklärung ab.
Im Jahr 2007 veröffentlichte Marinello seine Autobiografie Fallen Idle, in dem der mittlerweile in Bournemouth wohnende Marinello offen das Scheitern seiner Fußballerlaufbahn und die geschäftlichen sowie familiären Probleme thematisierte.